# ملوران
ملوران، روستایی از توابع بخش مرکزی شهرستان نیک‌شهر در استان سیستان و بلوچستان ایران است.

## جمعیت
این روستا در بخش مرکزی قرار دارد و براساس سرشماری مرکز آمار ایران در سال ۱۳۹۵، جمعیت آن 1400 نفر 423خانوار می‌باشد
ودارای ۷ محله (بازار. دنسر. پشت بازار، علی‌آباد، بهداری، ملابندگاه و نوک آباد) است.